# مدال خدمات برتر دفاعی
مدال خدمات برتر دفاعی (DSSM) یک نشان نظامی از وزارت دفاع ایالات متحده است که به سربازان نیروهای مسلح ایالات متحده که خدمات ویژه ای را در یک موقعیت مهم انجام می‌دهند اهدا می‌شود.
این مدال اغلب به ژنرال‌ها و افسر پرچم اهدا می‌شود و پس از آن ممکن است به تعداد کمتری به سرهنگ‌های ارتش، تفنگداران دریایی، نیروی هوایی، نیروی فضایی و کاپیتان‌های نیروی دریایی و گارد ساحلی داده شود. مدال توسط وزیر دفاع ایالات متحده ارائه می‌شود و توسط رئیس‌جمهور جرالد آر. فورد در ۶ فوریه ۱۹۷۶ در فرمان اجرایی 11904 تأسیس شده‌است. مدال خدمات برتر دفاعی مشابه اما بالاتر از مدال لژیون افتخار است، اگرچه برای خدمت در یک وظیفه مشترک اعطا می‌شود.

## معیارها
مدال خدمات برتر دفاعی دومین جایزه نظامی غیرمرتبط با جنگ و دومین نشان خدمات مشترک وزارت دفاع ایالات متحده است. این مدال توسط وزارت دفاع این کشور به اعضای نیروهای مسلح ایالات متحده که خدمات شایسته‌ای را در یک موقعیت مهم انجام می‌دهند، اعطا می‌شود. این خدمات باید بخشی از یک فعالیت مشترک باشد. این جایزه عموماً برای یک دوره زمانی بیش از ۱۲ ماه است و برای یک وظیفه مشترک اعطا می‌شود. همچنین این مدال به گروه کوچکی از افسران ارتش ایالات متحده که به عنوان فضانورد خدمت می‌کنند، برای خدمت در ماموریت‌های شاتل فضایی که محموله‌های طبقه‌بندی شده و طبقه‌بندی نشده وزارت دفاع را حمل می‌کنند، اعطا می‌شود.

## ظاهر
در زمان ایجاد این مدال، تصمیم بر این بود که DSSM با کمترین هزینه ممکن ساخته شود و طرحی ساده داشته باشد و از آنجایی که برای خدمات مشابه، دقیقاً قبل از مدال خدمات ممتاز دفاعی قرار می‌گیرد، تصمیم گرفته شد از طرحی مشابه مدال خدمات ممتاز دفاعی استفاده شود که به جای طلا از نقره استفاده شده باشد و نوشته‌های پشت مدال به‌طور مناسب تغییر کرده باشد.
این مدال از فلزی نقره‌ای رنگ با مینای آبی ساخته شده‌است و ۴٫۸ سانتی‌متر ارتفاع دارد. جلوی آن یک عقاب نقره‌ای آمریکایی را نشان می‌دهد که روی یک پنج ضلعی آبی متوسط قرار گرفته‌است. عقاب بال‌هایی دراز دارد و سپر ایالات متحده روی سینه‌اش موجود است. در چنگال‌های آن سه تیر نقره ای متقاطع دیده می‌شود. نوک بال‌ها با یک قوس اطراف ستاره‌های پنج پر نقره ای را می‌پوشانند که بالا و کناره‌های پنج ضلعی را احاطه کرده‌اند، قسمت پایین مدال توسط یک تاج گل نقره ای احاطه شده‌است که پایه‌های را احاطه کرده‌است که از سمت چپ به شاخه ای از تاج گل لورل می‌رسد و از سمت راست به شاخهٔ زیتون متصل می‌شود.

## دریافت کنندگان مشهور
- سرتیپ رافائل اوفرال، ارتش ایالات متحده
- معاون دریاسالار دیوید آرچیتزل، نیروی دریایی
- سرهنگ کیسی ام. ریش، نیروی فضایی
- سرهنگ رابرت ام. آلمن، نیروی هوایی ایالات متحده آمریکا
- ژنرال دیوید اچ. برگر، سی و هشتمین فرمانده سپاه تفنگداران دریایی
- سرهنگ کورتیس براون، نیروی هوایی
- کاپیتان دانیل کریستوفر بربنک، گارد ساحلی
- معاون دریاسالار نانسی الیزابت براون، نیروی دریایی
- ژنرال مایکل پی سی کارنز، نیروی هوایی
- سرگروهبان ارتش ریموند اف چندلر، ارتش
- سرهنگ دوم مایکل آر. کلیفورد، ارتش
- سرهنگ آیلین کالینز، نیروی هوایی، فضانورد ناسا
- رامون کولون لوپز، نیروی هوایی
- سرتیپ جسی کراس، ارتش
- استفان ای. کراس، نیروی هوایی
- میچل او براش، مشاور ارشد گارد ملی
- سرتیپ سوزان دژاردین، نیروی هوایی
- سرلشکر شارون کی جی دانبار، نیروی هوایی
- سرلشکر چارلز جی. دانلپ جونیور USAF
- سرهنگ پاتریک جی. فارستر، ارتش، فضانورد
- ژنرال والتر ای. گسکین، تفنگداران دریایی
- سرگروهبان ارتش جولیوس دبلیو گیتس، ارتش
- سپهبد جان اف گودمن، تفنگداران دریایی
- ژنرال فرانک گورنک، نیروی هوایی
- سرلشکر وندل ال. گریفین، نیروی هوایی
- دریاسالار وینسنت ال. گریفیث، نیروی دریایی ایالات متحده
- سرگروهبان ارتش رابرت ای. هال، ارتش
- سرتیپ ربکا اس. هالستد، ارتش
- ژنرال کارتر هام، ارتش
- دریاسالار هری هریس، نیروی دریایی
- ژنرال رابرت سی هینسون، نیروی هوایی
- ژنرال دونالد جی هافمن، نیروی هوایی
- دریاسالار جاناتان هاو، نیروی دریایی
- ژنرال سپهبد کنت دبلیو هونزکر، ارتش
- ژنرال چارلز اچ. جاکوبی جونیور، ارتش
- سرلشکر رادنی پی کلی، نیروی هوایی
- سپهبد فرانک کلوتز، نیروی هوایی
- سرهنگ دبلیو پاتریک لنگ
- سرهنگ مارک سی لی، نیروی هوایی، فضانورد ناسا
- کاپیتان ریک میلر، نیروی دریایی
- دریاسالار مایکل مولن، نیروی دریایی، رئیس ستاد مشترک ارتش
- ژنرال پیتر پیس، تفنگداران دریایی، رئیس ستاد مشترک ارتش
- سرلشکر سوزان پامرلو، نیروی هوایی
- ژنرال دیوید پترائوس، ارتش
- ژنرال کالین پاول، ارتش
- سرتیپ چاد رادوج، نیروی هوایی
- سرتیپ جان دبلیو ریموند، نیروی هوایی
- نایب دریاسالار Ann E. Rondeau، نیروی دریایی
- سرهنگ جک وارن راسل، ارتش
- معاون دریاسالار جو سستاک، نیروی دریایی